# Шолохово (Ивановская область)
Шо́лохово — деревня в Палехском районе Ивановской области России. Входит в состав Пановского сельского поселения.

## География
Деревня находится в северной части Палехского района, на границе с Родниковским районом, на правом берегу реки Соньба, на расстоянии 25 км к северу от посёлка городского типа Палех, административного центра района.

### Часовой пояс
Деревня Шолохово, как и вся Ивановская область, находится в часовой зоне МСК (московское время). Смещение применяемого времени относительно UTC составляет +3:00.

## Население
| 2010 |
| ---- |
| 4    |